# John James Pringle
John James Pringle (* 1855 in Borgue, Schottland; † 18. Dezember 1922 in Christchurch, Neuseeland) war ein britischer Dermatologe.
Zusammen mit dem französischen Neurologen Désiré-Magloire Bourneville ist er Namensgeber für die Tuberöse Sklerose (Bourneville-Pringle-Syndrom), eine genetische Erkrankung, die mit Fehlbildungen und Tumoren des Gehirns, Hautveränderungen und meist gutartigen Tumoren in anderen Organsystemen einhergeht.

## Leben
Pringle ging auf die Merchiston Castle School, eine Privatschule in Edinburgh für Knaben zwischen 8 und 18 Jahren. Er schloss sein Medizinstudium an der Universität Edinburgh 1876 ab und reiste dann ins Ausland, um seine Ausbildung in Dublin, Wien, Paris und Berlin fortzusetzen, bevor er sich 1882 in London ansiedelte. Von 1888 bis 1920 arbeitete er als Dermatologe am Middlesex Hospital in London. Pringle erkrankte an Tuberkulose und verbracht im Jahre 1903 sechs Monate in einem Sanatorium. Er erholte sich nie vollständig und starb während einer Erholungsreise in Neuseeland.
John James Pringle ist verwandt mit Sir John Pringle.

## Adenoma sebaceum und Tuberöse Sklerose

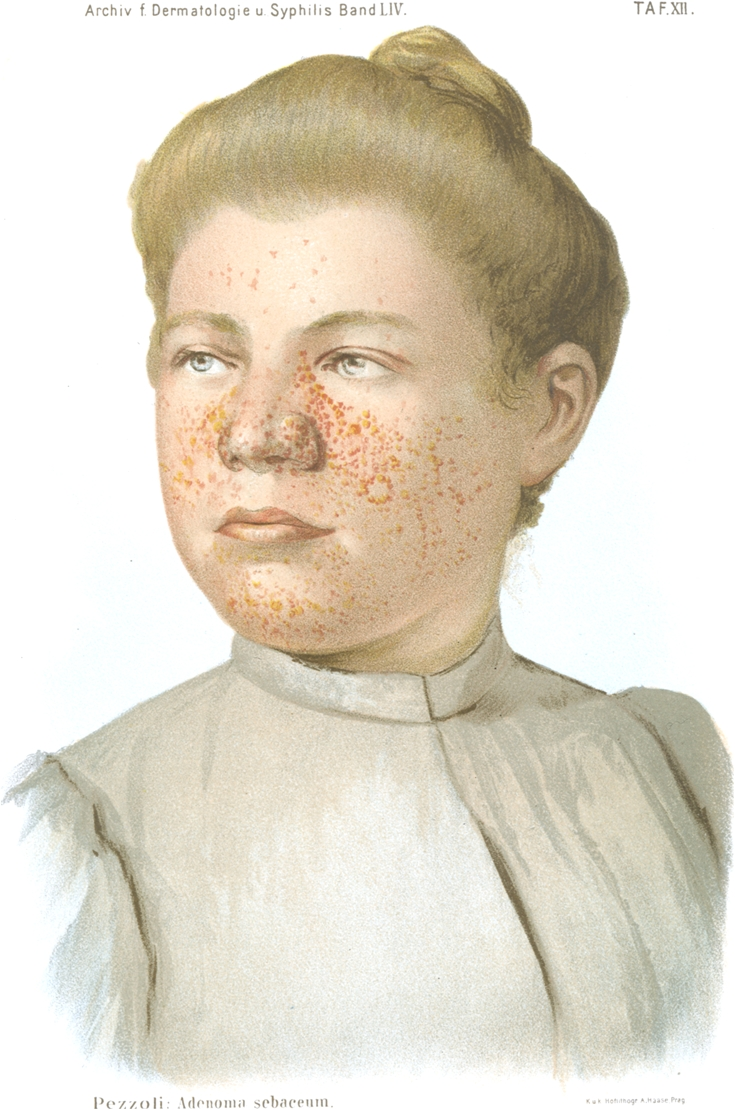
Abbildung einer Frau mit Adenoma sebaceum, 1900.

Pringles Name wird hauptsächlich mit dem Begriff Adenoma sebaceum und der Tuberösen Sklerose in Verbindung gebracht. Er beschrieb diese jetzt als Angiofibrome bekannten rötlichen Papeln, die bei Tuberöser Sklerose typischerweise auf beiden Wangen schmetterlingsartig angeordnet sind, als erster in englischer Sprache. Dabei übernahm Pringle den Begriff des Adenoma sebaceum vom Franzosen Félix Balzer (adénomes sébacés). Die Papeln sind aber weder Adenome noch gibt es einen Zusammenhang zu Talgdrüsen (engl.: sebaceous glands).
1890 beschrieb er im Detail den Fall einer 25 Jahre alten „intellektuell nicht besonders hellen“ Frau mit Haut- und Verdauungsbeschwerden. Er stellte dabei die Papeln mit ihren Gefäßauffälligkeiten und ihrem fibromartigen Charakter dar. Pringle glaubte, die Talgdrüsen seien die Quelle des Problems. Da ihm die Erkrankung nicht geläufig war, präsentierte er seine Patientin auf einem Treffen der Dermatologischen Gesellschaft am 9. Januar 1889.
Jahre später erkannten Ärzte, dass die Kombination aus Adenoma sebaceum, Epilepsie und Intelligenzminderung bei Tuberöser Sklerose auftritt.

## Leistungen
- 1891–1895, Herausgeber des British Journal of Dermatology.[3]
- 1895–1901, Sekretär der Dermatological Society.
- 1896, bestellter Generalsekretär des International Congress of Dermatology.[3]
- Präsident der dermatologischen sektion der Royal Society of Medicine

## Veröffentlichungen
- Pringle, JJ.: A case of congenital adenoma sebaceum. In: British Journal of Dermatology, Oxford. 2. Jahrgang, 1890, S. 1–14 (univ-paris5.fr).
- Pringle, JJ.: Angiokeratoma. In: British Journal of Dermatology, Oxford. 3. Jahrgang, 1891, S. 237–244, 282–285, 309–317.